# Survival Project
Survival Project is een 2D massively multiplayer online role-playing game met een nadruk op real-time gevechten en PvP. Het is tevens de eerste game die door HanbitSoft uitgegeven werd. Zowel de Koreaanse als de internationale versie werd in 2003 uitgebracht. De internationale server werd op 31 oktober 2004 gesloten omdat er gelokaliseerde websites en servers waren opgericht. E-Games Malaysia (tegenwoordig eGames) onderhield vervolgens de Engelstalige servers en bracht regelmatig inhoudelijke updates uit. Op 31 maart 2007 werden deze servers echter ook gesloten. Momenteel is enkel nog de Koreaanse server actief.